# Bellmunt d'Urgell
Bellmunt d'Urgell là một đô thị trong tỉnh Lleida, cộng đồng tự trị Cataluña Tây Ban Nha. Đô thị Bellmunt d'Urgell có diện tích là ki-lô-mét vuông, dân số năm 2009 là người với mật độ người/km². Đô thị Bellmunt d'Urgell có cự ly km so với tỉnh lỵ Lleida.